# Universität Cassino
Die Universität Cassino (italienisch: Università degli studi di Cassino; lateinisch: Universitas Studiorum Casinas, seit 2011 Università degli Studi di Cassino e del Lazio Meridionale) ist eine staatliche Universität in der italienischen Stadt Cassino unterhalb des Montecassino in Latium, die 1979 gegründet wurde.
Seit 2010 – nach der Reform des Hochschulwesens in Italien – wurden die früheren fünf Fakultäten (Economia, Giurisprudenza, Ingegneria, Lettere e Filosofia und Scienze Motorie) in folgende Departments umgewandelt:
- Wirtschaft und Recht
- Bauwesen und Maschinenbau
- Elektrotechnik und Informationstechnik
- Geisteswissenschaften
- Human-, Sozial- und Gesundheitswissenschaften

Die Ausbildung erfolgt im Erststudium, in Masterstudiengängen (Masterabschluss), mit Abschluss Single-Cycle-Grad, sowie in Doktorandenstudiengängen.
Einige Einrichtungen und Institute sind in Atina, Frosinone, Sora und Terracina ausgegliedert. Rektor der Universität war Ciro Attaianese bis Oktober 2015. Sein Nachfolger für die sechsjährige Amtszeit von November 2015 bis Oktober 2021 war der Elektroniker Giovanni Betta. Für den Zeitraum von Oktober 2021 bis 2027 ist Marco Dell’Isola der Rektor der Universität.
Die Universität ist Mitglied des Universitätskonsortiums für italienische Philologie, Consorzio ICoN.